# Kacorlak
Kacorlak es un pueblo ubicado en el condado de Zala, Hungría.

## Superficie
Posee una superficie de 7,60 kilómetros cuadrados.

## Demografía
Hasta 2021 la población era de 164 habitantes, con una densidad de población de 21,57 habitantes por kilómetro cuadrado. En 2011 el 99,5% de la población estaba conformada por húngaros y la religión predominante era el catolicismo.